# Palazzo Monsignani
Der Palazzo Monsignani, auch Palazzo Lombardini-Monsignani, ist ein Palast aus dem 18. Jahrhundert im historischen Zentrum von Forlì in der italienischen Region Emilia-Romagna. Er liegt in der Via dei Mille 1–3.

## Geschichte
Ursprünglich gehörte der Palast der Familie Lombardini, zu der auch Bartolomeo Lombardini, der Leibarzt der Ordelaffis, gehörte. Später wurde er in mütterlicher Linie an die Familie Monsignani vererbt und, als diese 1749 ausstarb, an einen Zweig der Familie Morattini. In der zweiten Hälfte des 18. Jahrhunderts wurde der Palast grundlegend umgebaut. Bereits zuvor wurde ein Wassergraben um den Palast gebaut, der vom Canale di Ravaldino gespeist wurde und auch eine Mühle antrieb.
Schließlich wurde der Palazzo Monsignani Sitz der Dorotheerinnen. 1936 wurde ein Teil des Grundstücks hinter dem Palast von der Stadt enteignet, damit die Via Episcopio bis zur Kirche San Biagio verlängert werden konnte, und eine neue Umfassungsmauer wurde gebaut.
1986 übernachtete Papst Johannes Paul II. bei seinem Besuch in Forlì in einem Zimmer im Erdgeschoss des Palastes und die Schwestern hatten anschließend in diesem Raum alles so belassen, wie sie es vorgefunden hatten.

## Beschreibung
Die Fassade ist vollständig ohne jeden Schmuck, wogegen die Räume im Inneren reich dekoriert sind.
Im Erdgeschoss liegen die Räume di Demetra und di Artemide, die von dem Maler Annibale Marabini mit Fresken geschmückt wurden. Die Absätze der Treppe haben Schirmgewölbedecken.
Im ersten Obergeschoss wurde im Zuge der Umbauten im 18. Jahrhundert ein doppelter Salon geschaffen, der vom Architekten und Maler Angelo Zaccarini aus Bologna mit Fresken geschmückt wurde (z. B. Apotheose des Romolus, im Gewölbe). Ebenso sind dort zwei Gemälde von Antonio Belloni (1720–1790) aus Forlì erhalten (Tötung des Romolus und Raub der Sabinerinnen). In einem angrenzenden Saal gibt es drei weitere Gemälde von Angelo Zaccarini (Perspektivische Ansichten von Rom), ursprüngliche eine Gruppe von vier Gemälden. Die Galerie in der Mitte des Gewölbes zeigt das Fresko Triumph der Venus von Giacomo Zampa aus Forlì, die umgebenden Verzierungen stammen wieder von Angelo Zaccarini. Nach der Rückkehr von einer Reise nach Rom, die Giacomo Zampa von den Monsignanis bezahlt wurde, damit dieser seine Technik perfektionieren konnte, schuf der Künstler vier Ovale (Der Hirte Faustolus und die Zwillinge Romulus und Remus, Saul vom Propheten zum König gesalbt, David und Saul und Tod des Saul) und dekorierte zusammen mit Angelo Zaccarini einen weiteren Raum mit einer Allegorie der Zeit, vertreten durch den älteren Saturn, umgeben von Putten. In den Ecken des Gewölbes gibt es vorgetäuschte Nischen in Muschelform, die die vier Jahreszeiten, dargestellt von vier Putten, beherbergen.
Der rechteckige Innenhof hat eine Vorhalle mit vier Jochen, getragen von steinernen Säulen mit zusammengesetzten Kapitellen, wovon eines das Wappen der Familie Monsignani trägt.